# Occidenchthonius ruizporteroae
Espèce
Synonymes
- Chthonius ruizporteroi Carabajal Márquez, García Carrillo & Rodríguez Fernández, 2001

Occidenchthonius ruizporteroae est une espèce de pseudoscorpions de la famille des Chthoniidae.

## Distribution
Cette espèce est endémique d'Andalousie en Espagne,. Elle se rencontre dans des grottes à Sorbas.

## Description
La femelle holotype mesure 1,70 mm, les mâles mesurent de 1,58 à 1,70 mm et les femelles de 1,70 à 2,00 mm.

## Étymologie
Cette espèce est nommée en l'honneur de Carmen Ruiz-Portero.

## Publication originale
- Carabajal Márquez, García Carrillo & Rodríguez Fernández, 2001 : Description of four new cave-dwelling pseudoscorpions from Andalucia, Spain (Arachnida, Pseudoscorpionida, Chthoniidae). Zoologica Baetica, vol. 12, p. 169-184 (texte intégral).